# Sean Patrick Thomas
Sean Patrick Thomas (17 december 1970) is een Amerikaans acteur van Guyanese afkomst. Hij debuteerde in 1996 op het witte doek als Thompson in het oorlogsmysterie Courage Under Fire. Sindsdien speelde hij rollen in meer dan vijftien andere films. Daarnaast was hij in meer dan tachtig afleveringen van politieserie The District te zien als Detective Temple Page.
Thomas trouwde in 2006 met Aonika Laurent. Samen met haar kreeg hij in 2008 dochter Lola Jolie.

## Filmografie
*Exclusief televisiefilms
| - The Curse of La Llorona (2019) - Barbershop: The Next Cut (2016) - The Murder Pact (2015) - Deep in the Darkness (2014) - Finding Neighbors (2013) - Murder on the 13th Floor (2012) - The Burrowers (2008) - Honeydripper (2007) - The Fountain (2006) - Barbershop 2: Back in Business (2004) - Batman: Mystery of the Batwoman (2003, stem) - Barbershop (2002) | - Halloween: Resurrection (2002) - Not Another Teen Movie (2001) - Save the Last Dance (2001) - Dracula 2000 (2000) - Herschel Hopper: New York Rabbit (2000, stem) - The Sterling Chase (1999) - Cruel Intentions (1999) - Graham's Diner (1999) - Can't Hardly Wait (1998) - Conspiracy Theory (1997) - Picture Perfect (1997) - Courage Under Fire (1996) |

## Televisieseries
*Exclusief eenmalige gastrollen
- Gen V - Polarity (2023-heden, zes afleveringen)
- Lie to Me - Karl Dupree (2009, drie afleveringen)
- Reaper - Alan Townsend (2009, vier afleveringen)
- The District - Detective Temple Page (2000-2004, 89 afleveringen)

## Trivia
- Thomas speelde in de tienerfilms Can't Hardly Wait (1998) en Cruel Intentions (1999). In 2001 was hij ook te zien in de parodie Not Another Teen Movie, die (onder meer) voorgaande films juist belachelijk maakt.

- Bibsys: 11034810
- Biblioteca Nacional de España: XX1595124
- Bibliothèque nationale de France: cb14056411z (data)
- Gemeinsame Normdatei: 141783567
- International Standard Name Identifier: 0000 0001 1932 2323
- Library of Congress Control Number: nr2002006704
- Nationale Bibliotheek van Tsjechië: osd2013771287
- Virtual International Authority File: 10052048
- WorldCat: E39PBJd3R4GHjJdKKBJtkBcXVC